# Установа за културу Соколац
Установа за културу "Соколац" је централна културна установа на подручју општине Соколац. Основана је 26. маја 1994. године издвајањем из оквира Народне библиотеке Соколац, као централна културна установа на подручју општине Соколац.

## Историјат установе
С обзиром да Соколац никада није имао дом културе, програмски задаци Установе реализују се у импровизованом простору објекта кино-сале, као објекта изграђеног 1948. године. У поменути простор деценијама се нису улагала значајнија финансијска средства, а инвестирање у њега углавном се сводило у улагање минималних средстава у мање поправке и повремену и парцијалну адаптацију његових најугроженијих дијелова. Један дио крова (који се налази изнад пословно-канцеларијског и дијела у коме се одвијају секцијске радионице) реконструисан је 2001. године уз помоћ МО "ЦРС", док је дио крова, који покрива биоскопску салу у стању крајње запустености и још увијек прекривен цријепним покровом из времена 1948. године.

## Манифестације
Установа за културу Соколац у своме програму рада има 9 традиционалних културно-забавних манифестација:
1. Свестосавске свечаности
2. Васкршње свечаности
3. Ђурђевдански уранак
4. Видовданске свечаности
5. Госпојинске вечери културе
6. Дани остваривања дјечијих права и жеља-међународна манифестација Недеља дјетета
7. Никољданске свечаности
8. Дани дјечије радости
9. Традиционална новогодишња журка "Чекајући Деда Мраза"